# Reabilitare medicală
Reabilitarea Medicală (în trecut numită Recuperare, Medicină Fizică și Balneologie, respectiv Balneofizioterapie) este o specialitate medicală clinică independentă, responsabilă de prevenirea, diagnosticarea, tratarea și managementul reabilitării persoanelor cu afecțiuni dizabilitante și comorbidități la toate vârstele, în vederea promovării capacităților și performanțelor fizice și cognitive ale acestor persoane, precum și în vederea creșterii calității vieții acestora.
Scopul este de a îmbunătăți și de a restabili capacitatea funcțională și calitatea vieții pentru peroanele cu dizabilități fizice, afecțiuni dizabilitante și/sau handicap, obiectul fiind restabilirea funcției optime în contextul prezenței unor diverse leziuni fizice, tisulare și/sau funcționale.

## Definiții
Reabilitare (Recuperare): Proces activ, prin intermediul căruia cei care au dizabilități ca urmare a leziunilor sau a bolilor îsi revin complet sau, daca nu este posibil așa ceva, ajung la potențialul fizic, mental sau social optim și sunt integrați în mediul care le este cel mai potrivit
Medicină de Reabilitare : Are ca scop reabilitarea - ca și proces de restabilire a funcțiilor fizice, dar și ameliorarea capacității de a permite persoanelor să participe activ în cadrul societății.
Medicină Fizică: disciplină medicală care prin folosirea unor mecanisme fiziologice (precum reflexele, adaptabilitatea funcțională și neuroplasticitatea) precum și prin folosirea pregatirii fizice și mentale, se ocupă cu intervențiile al caror scop este acela de a îmbunătați funcționarea fiziologică si mentală. Frecvent practica Medicinei Fizice implică munca unei  echipe multidisciplinare cu diverși profesioniști din domeniul sănătății - inclusiv fizioterapeuți, terapeuți ocupaționali, asistenți sociali, personal educativ, ingineri.
Balneologia: disciplină medicală ce se ocupă cu descoperirea, studiul complex și aplicarea în practica medicală a factorilor naturali terapeutici (FNT).
Factori terapeutici naturali: Ansamblul elementelor fizice și chimice terapeutice, sanogene naturale, format din apele minerale, lacurile și nămolurile, gazele - cu efect terapeutic, precum și din ansamblul elementelor fizice și chimice ale climatului, inclusiv microclimatul de saline si peșteri - avizate de Ministerul Sănătății conform legislației în vigoare.